# Liste des sites Ramsar au Cameroun
Cet article recense les zones humides du Cameroun concernées par la convention de Ramsar.

## Statistiques
La convention de Ramsar est entrée en vigueur au Cameroun le 20 juillet 2006.
En janvier 2020, le pays compte 7 sites Ramsar, couvrant une superficie de 8 270,6 km2.

## Liste
| Site                                    | Région       | Notes | Date           | Superficie (km²) | Altitude (m) | Identifiant Ramsar | Identifiant WDPA | Coordonnées                       | Photo |
| --------------------------------------- | ------------ | ----- | -------------- | ---------------- | ------------ | ------------------ | ---------------- | --------------------------------- | ----- |
| Plaine d'inondation de Waza Logone (en) | Extrême-Nord |       | 20 mars 2006   | 6 000,00         | 300          | 1609               | 902869           | 11° 37′ 59″ nord, 14° 37′ 01″ est |       |
| Lac Barombi Mbo                         | Sud-Ouest    |       | 8 octobre 2006 | 4,15             | 301 - 400    | 1643               | 902990           | 4° 40′ 01″ nord, 9° 22′ 59″ est   |       |
| Partie camerounaise du fleuve Sangha    | Est          |       | 2 février 2008 | 62,00            | 350 - 700    | 1739               | 903089           | 1° 49′ 59″ nord, 16° 01′ 59″ est  |       |
| Partie camerounaise du lac Tchad        | Extrême-Nord |       | 2 février 2010 | 125,00           | 160 - 280    | 1903               | 555542689        | 12° 46′ 01″ nord, 14° 18′ 00″ est |       |
| Estuaire du Rio del Rey                 | Sud-Ouest    |       | 20 mai 2010    | 1 650,00         | 5            | 1908               | 555542688        | 4° 37′ 01″ nord, 8° 43′ 01″ est   |       |
| Partie camerounaise du fleuve Ntem      | Sud          |       | 5 juin 2012    | 398,48           | 400 - 526    | 2067               | 555555587        | 2° 22′ 44″ nord, 10° 33′ 14″ est  |       |
| Zone humide d'Ebogo                     | Centre       |       | 6 mai 2012     | 30,97            | 630 - 670    | 2068               | 555555588        | 3° 23′ 10″ nord, 11° 29′ 20″ est  |       |